# ولی‌عصر (رومشکان)
ولی عصر (رومشکان)یا شهر سوری،شهری از توابع بخش سوری شهرستان رومشکان در استان لرستان ایران است.

## جمعیت
این روستا در دهستان رومشکان غربی قرار دارد و براساس سرشماری مرکز آمار ایران در سال ۱۳۸۵، جمعیت آن ۲٬۷۱۷ نفر (۷۲۸خانوار) بوده‌است.